# Trieux (Ärmelkanal)
Der Trieux (bretonisch: Trev) ist ein Fluss in Frankreich, der im Département Côtes-d’Armor, in der Region Bretagne verläuft. Er entspringt im Gemeindegebiet von Kerpert, entwässert generell Richtung Nord und mündet nach rund 72 Kilometern, in einem Mündungstrichter, beim Ort Loguivy-de-la-Mer, im Gemeindegebiet von Ploubazlanec, gegenüber der Insel Île de Bréhat, in den Ärmelkanal. Der Trieux kann mit Schiffen von der Mündung bis Pontrieux befahren werden.

## Orte am Fluss
- Kerpert
- Saint-Péver
- Guingamp
- Plouëc-du-Trieux
- Pontrieux
- Lézardrieux